# Іванченко Олександр Семенович
Олекса́ндр Семе́нович Іва́нченко (19 травня 1936, Мисайлівка, Київська область —  25 серпня 2003, Москва, Росія) — український та російський журналіст, моряк, письменник, дослідник писемності та історії дохристиянської Русі.

## Життєпис
Походить з багатодітної селянської родини. Перші вірші та твори Іванченка почали друкувати 1948 року. Здобув освіту геолога, в 1950-х роках в часі пошуків алмазних родовищ переходив пішки та переїздив на різних транспортних засобах — і на собачих упряжках — Камчатку, Колиму, острови Льодовитого океану, Чукотку, Якутію.
Тривалий час працював кореспондентом центральних радянських ЗМІ. По тому служив на флоті, здійснив чотири навколосвітні подорожі — шляхами Миклухо-Маклая.
Літературною творчістю зайнявся змалечку — перші вірші та дитячі оповідки почали друкувати 1948 року, перша книжка вийшла 1956 року.
В переважній більшості це літературно-художні та публіцистичні твори, написані по мотивам його мандрів.
Зокрема, це:
- «Шляхами великого росіянина» — про Миклухо-Маклая,
- «Далекосхідні мандри та пригоди»,
- «Повісті морозного півдня»,
- «Золотий материк»,
- «Золото для БАМу»,
- «Там, за небосхилом»,
- «Земля п'яти сонць»,
- «У південній Африці»,
- «Ображені зорі»,
- «Люлька пірата», 1983
- «У Західному Ірані»,
- «Де вмирають альбатроси?»,
- «Екзотика смарагдових берегів».

На схилі літ присвятив себе вивченню та осмисленню історії та писемності дохристиянської Русі, вивчав лексикологію писемності древніх мов — переважно «мертвих», в яких отримали свій відбиток ранні проміжки розвитку світової цивілізації. Ці дослідження були надруковані лише частково — автор розраховував продовжувати роботу в цьому напрямку, та смерть цьому завадила.
Похований в Москві на кладовищі «Ракіткі».